# Nowy Janów (Podlachie)
Pour les articles homonymes, voir Nowy Janów.
Nowy Janów est une localité polonaise de la voïvodie de Podlachie et du powiat de Sokółka.